# کمبیاسکا
کمبیاسکا (به ایتالیایی: Cambiasca) یک کومونه در ایتالیا است که در استان وربانو-کوزیو-اوسولا واقع شده‌است. کمبیاسکا ۳٫۹ کیلومتر مربع مساحت و ۱٬۵۲۹ نفر جمعیت دارد و ۲۹۰ متر بالاتر از سطح دریا واقع شده‌است.